# Gare de Jmerynka
La gare de Jmerynka (ukrainien : Жмеринка (станція)) est une gare ferroviaire située dans l'oblast de Vinnytsia en Ukraine.

## Histoire

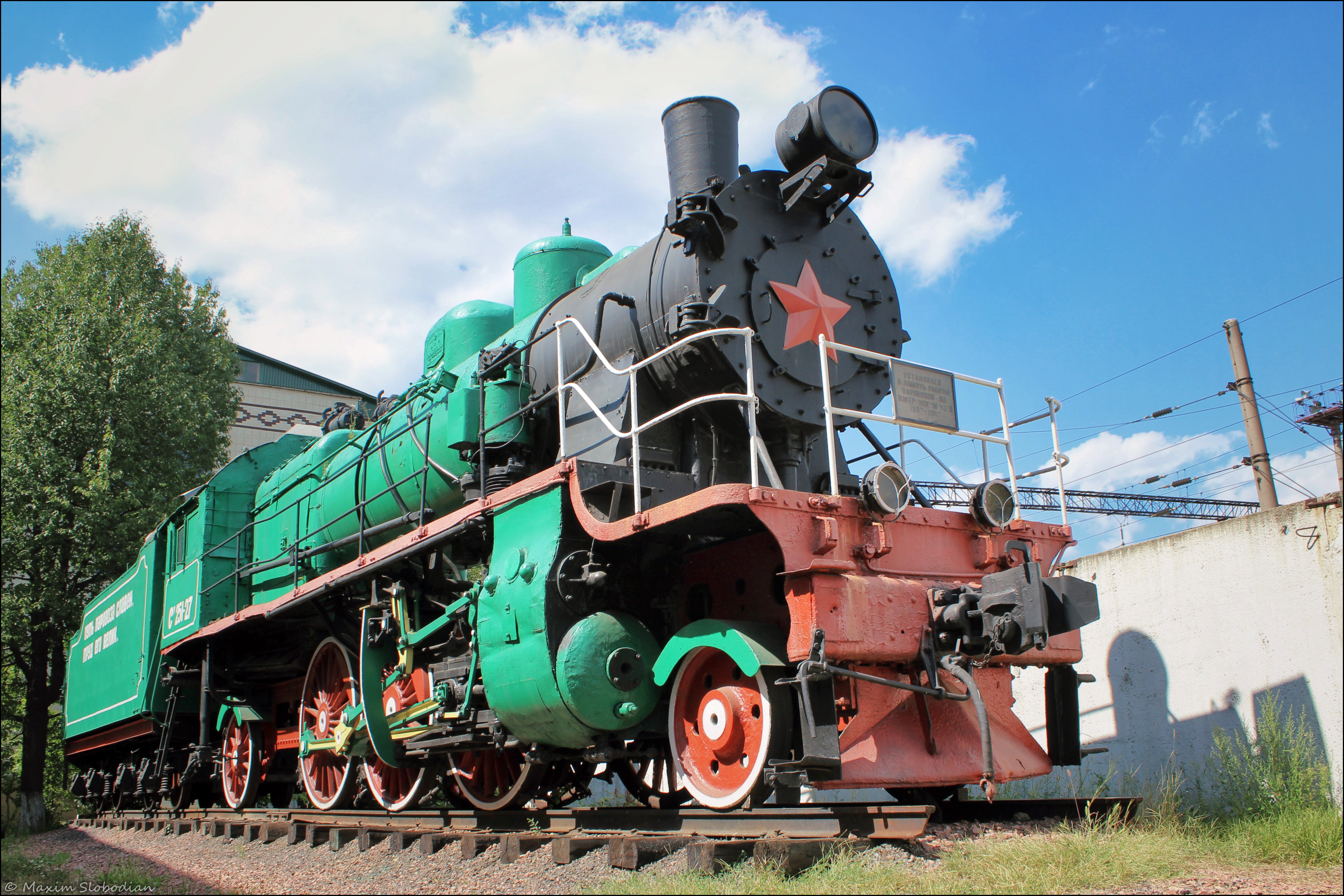
Locomotive Cy 251 27.

C'est l'un des plus belles gares d'Ukraine. Elle fut bâtie entre les villages de Velika et Mala-Jmerinka sur la ligne Kiev-Balta. Se trouvant sur les axes Jmerinka - Volochysk, Odessa - Jmerynka - Kiev, Jmerink - Volotchysk et Jmerinka - Mogilev-Podilskyi la gare devint de plus en plus importante d'où la construction d'une gare de grande ampleur.

### Accueil

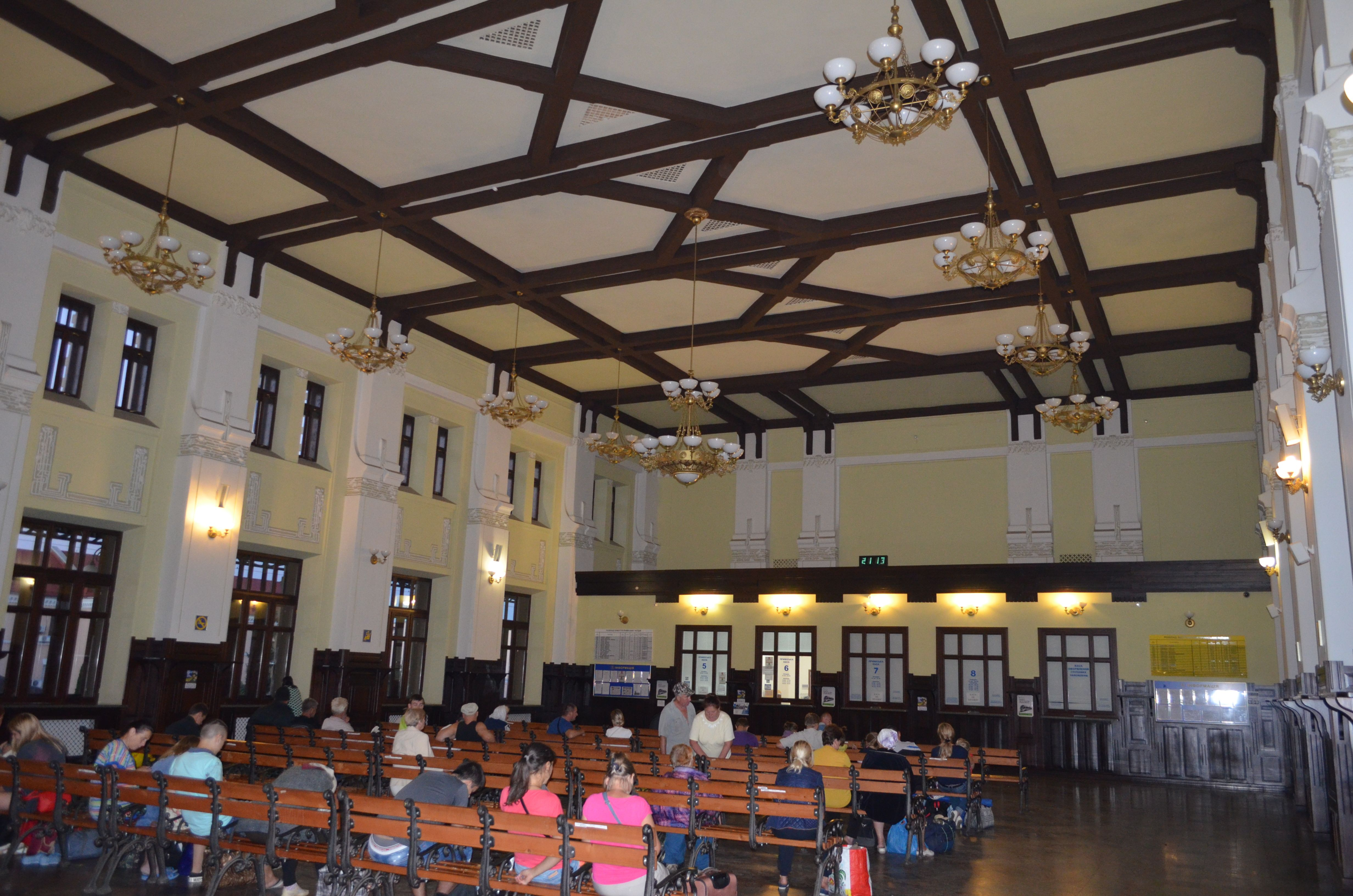
Hall de gare,
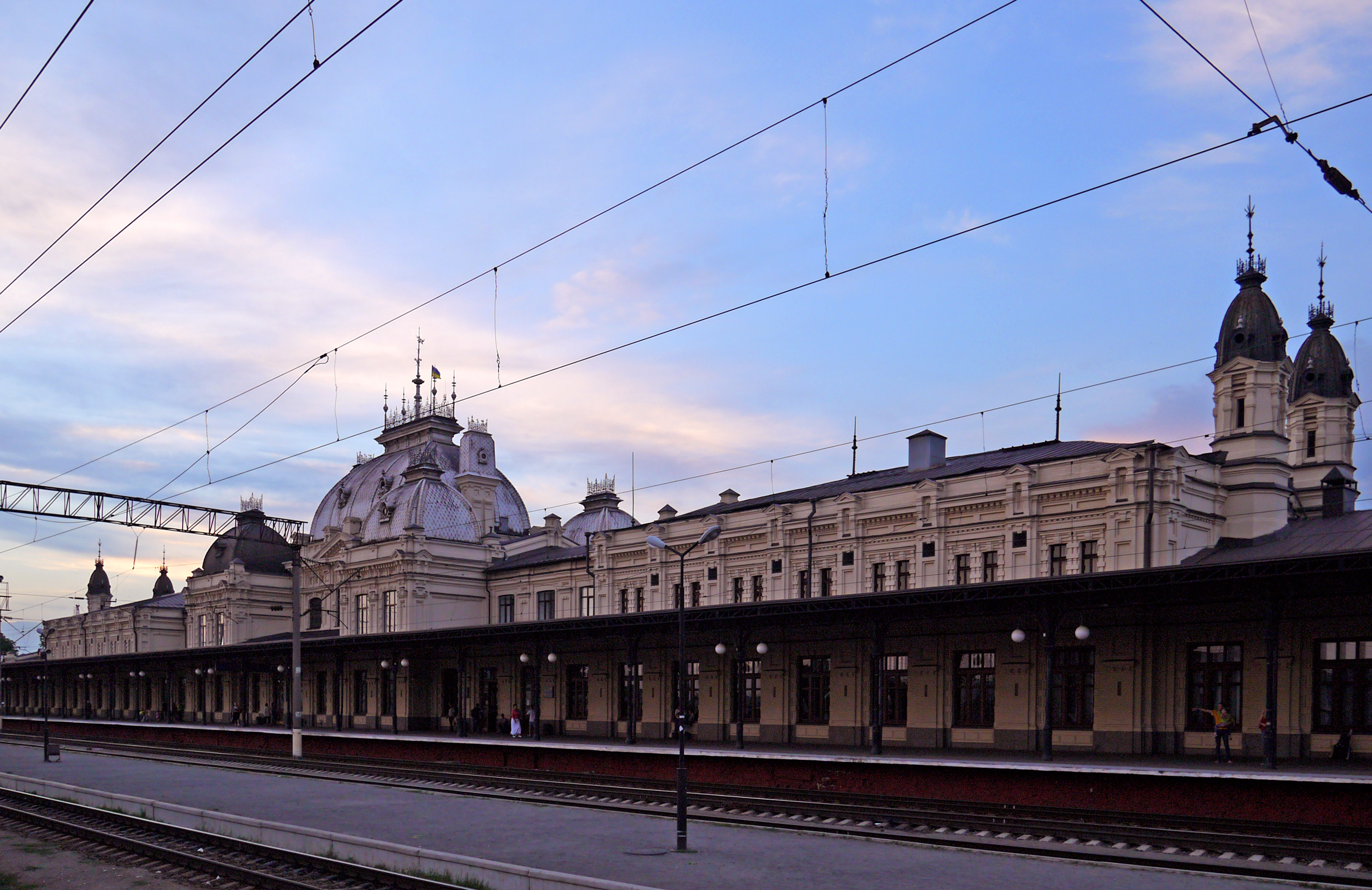
les quais,
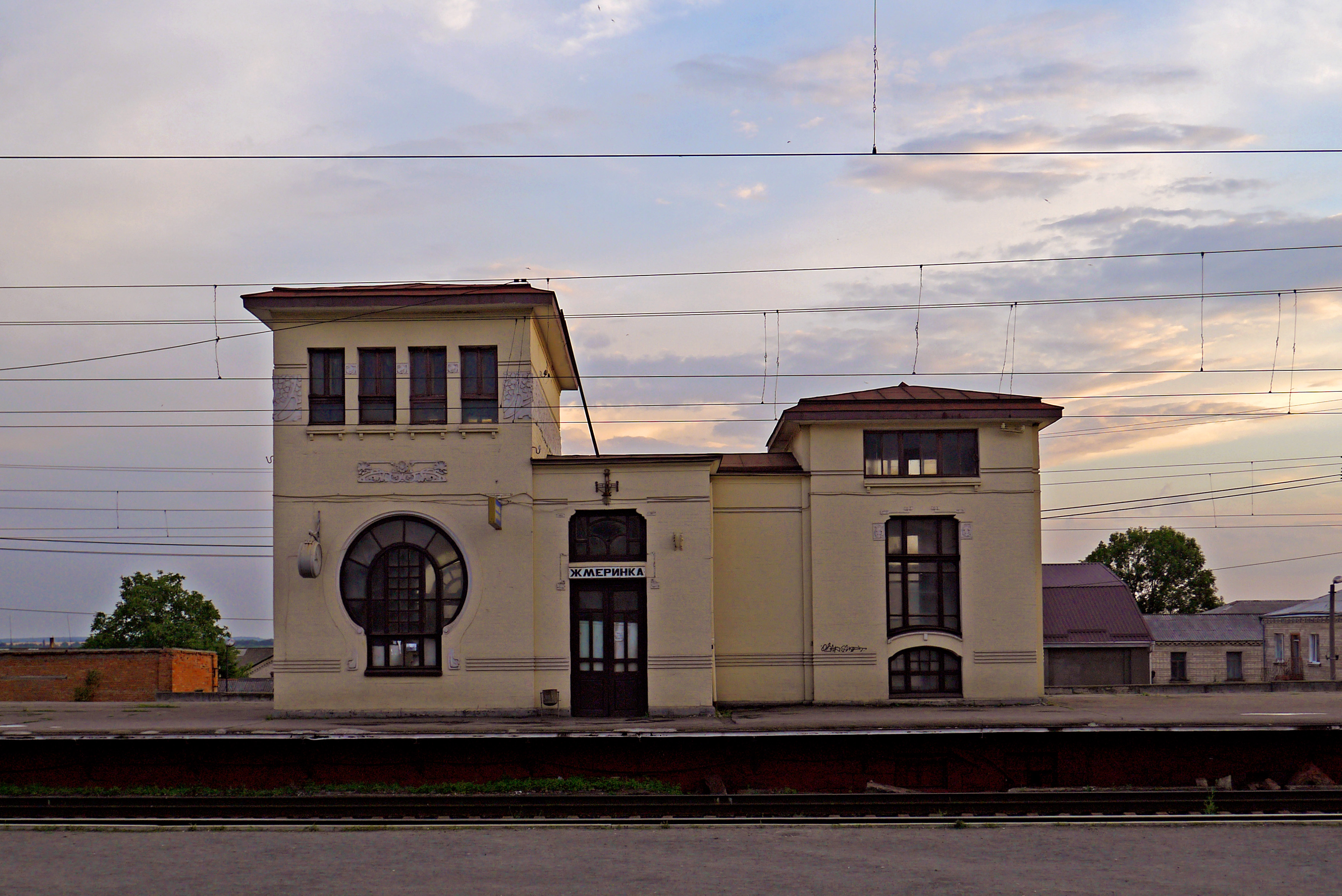
office commercial classé
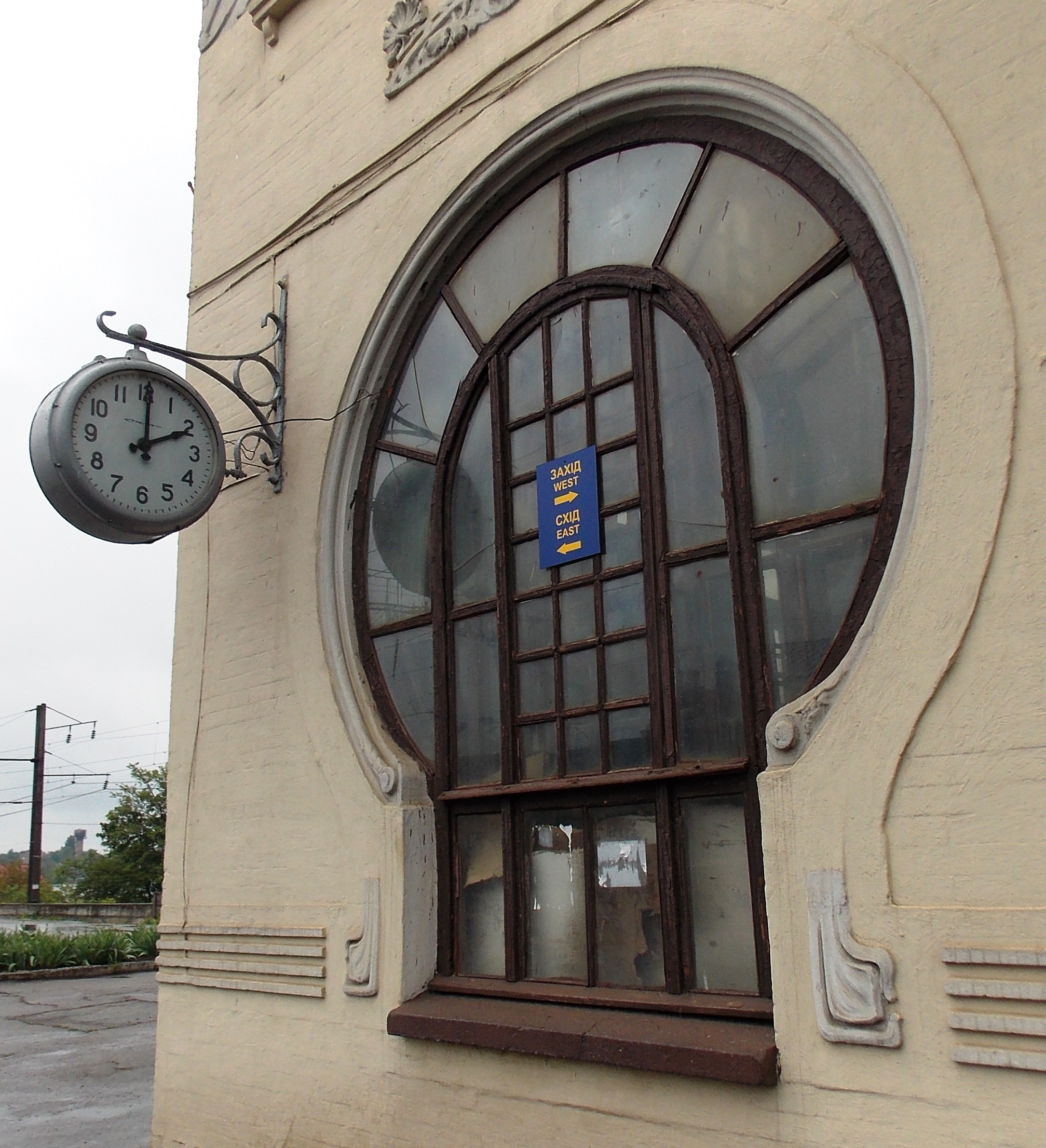
et détail de sa porte.